# Sadok Haj Youssef
 (février 2025).
Motif : Absence de sources secondaires centrées dans des médias d'envergure nationale ou internationale espacés d'au moins deux ans
- Archive Wikiwix
- Bing
- Cairn
- DuckDuckGo
- E. Universalis
- Gallica
- Google
- G. Books
- G. News
- G. Scholar
- Persée
- Qwant
- (zh) Baidu
- (ru) Yandex
- (wd) trouver des œuvres sur Wikidata

| 1. | Préciser le motif de la pose du bandeau. | Précisez le motif de la pose du bandeau en utilisant la syntaxe suivante : {{admissibilité à vérifier\|date=août 2025\|motif=remplacez ce texte par le motif}}                         |
| 2. | Informer les utilisateurs concernés.     | Pensez à avertir le créateur de l'article, par exemple, en insérant le code ci-dessous sur sa page de discussion : {{subst:avertissement admissibilité à vérifier\|Sadok Haj Youssef}} |

Sadok Haj Youssef (arabe : الصادق الحاج يوسف), de son nom complet Sadok Ben Rachid Haj Youssef, né en 1889 à Monastir et mort à une date inconnue, est un poète et chanteur tunisien.
Pendant la Première Guerre mondiale, il est prisonnier en Allemagne, où il enregistre ses chants sur un gramophone.

## Biographie
Les 30 et 31 mai 1916, dans le camp du Croissant de Zossen-Wünsdorf, Sadok Haj Youssef parle et chante dans sa langue natale devant un gramophone, entouré de linguistes de la Commission phonographique royale prussienne. Il improvise et chante sa propre histoire, son récit de guerre. Ses paroles sont fixées sur un disque en gomme-laque.
En mars 2019, les enregistrements et les archives de Sadok Haj Youssef sont restitués à sa famille à Monastir, grâce au travail de recherche effectué par Marie Guérin et Anne Kropotkine. 
Il est le grand-père de l'ethnomusicologue Hassine Haj Youssef[source insuffisante] et l'arrière-grand-père du violoniste et compositeur Jasser Haj Youssef, qui a repris la voix de Sadok Haj Youssef dans la pièce Doulab de son album Reminiscence : viola d'amore.